# Chích đuôi cụt bụng xanh
Tesia cyaniventer là một loài chim trong họ Cettiidae. Nó phân bố ở Bangladesh, Bhutan, Ấn Độ, Campuchia, Trung Quốc, Lào, Myanmar, Nepal, Thái Lan và Việt Nam.